# Eberhard Ruedorffer
Eberhard Ruedorffer OSB  (auch Ruedorfer; * 5. Februar 1701 in Kitzbühel; † 5. Mai 1765 in Maria Plain bei Salzburg) war ein römisch-katholischer Theologe, Hochschullehrer und Benediktinerpater.

## Leben
Ruedorffers Herkunft ist nicht überliefert. Er absolvierte ein Studium der Philosophie und trat im September 1721 in das Benediktinerstift St. Peter in Salzburg ein. Er erhielt dort 1724 die Priesterweihe und wurde anschließend zum Repetitor der Theologie am Stift ernannt. 1727 kam er als Professor der Theologie an das Stift St. Georgen, jedoch kehrte er 1729 nach Salzburg zurück und nahm 1730 die Stelle als Professor der Philosophie an der Universität Salzburg an. Dieses Lehramt gab er nach zwei Jahren auf.
Ruedorffer erhielt 1739 eine Professur der Theologie an der Universität Salzburg. Im akademischen Jahr 1739/1740 bekleidete er das Amt des Dekans. Er wurde jedoch in einen heftigen Streit um die Heiligenverehrung verwickelt, weshalb ihn 1741 der Fürsterzbischof von Salzburg Leopold Anton von Firmian aus Salzburg verwies. 1752 wurde er zum Superior von Maria Plain bei Salzburg ernannt. In diesem Amt blieb er bis zu seinem Tod.

## Werke (Auswahl)
- Disputationes menstruae octo, mehrere Bände, Salzburg 1731–1752.
- Philosophiae Peripatetico-Thomisticae Pars, 5 Teile in 2 Bände, Mayr, Salzburg 1732.